# Вільгельм Ксіландер
Вільгельм Ксіландер (при народженні Вільгельм Хольцман, який прибрав собі грецький псевдонім Ксіландер; 26 грудня 1532 - 10 лютого 1576) - німецький класичний учений та гуманіст. У 1564 він був ректором Гайдельберзького університету.

## Біографія
Він народився в Аугсбурзі, навчався в Тюбінгені, а в 1558 році, коли йому не вистачало грошей (на думку деяких, через його нестримність), він був призначений наступником Якоба Міцеллуса на посаду професора грецької мови в Гейдельберзькому університеті; в 1562 він обміняв її на кафедру логіки (publicus organi Aristotelici interpres).
У церковній та університетській політиці Гейдельберга Ксіландер був близьким прихильником Томаса Ераста.
Ксіландер був автором ряду важливих робіт, включаючи переклади на латину Діо Касія (1558), Плутарха (1560-1570) та Страбона (1571). Він також відредагував (1568) географічний лексикон Стефана Візантійського; подорожі Павсанія (завершені після смерті Фрідріхом Сильбургом, 1583); "Роздуми Марка Аврелія" (1558), видання princeps, засноване на гейдельберзькому рукописі, нині втраченому; друге видання у 1568 році з додаванням Антоніна Лібераліса, Флегона Тральського, невідомого Аполлонія та Антигона Карійського – всі парадоксографи); та хроніка Георгія Кедрена (1566). Він переклав перші шість книг Евкліда німецькою мовою з примітками, "Арифметику" Діофанта і "De quattuor mathematicis scientiis" Михайла Пселла латиною.

## Наробок
- Марк Аврелій, De seipso, seu vita sua, libri 12 видання, перекладу Ксіландра. Цюрих: Андреас Гесснер, 1558